# Cawston Bay
Cawston Bay är en vik i Australien. Den ligger i delstaten Western Australia, omkring 2 300 kilometer nordost om delstatshuvudstaden Perth.
Trakten runt Cawston Bay är nära nog obefolkad, med mindre än två invånare per kvadratkilometer. Genomsnittlig årsnederbörd är 1 112 millimeter. Den regnigaste månaden är februari, med i genomsnitt 295 mm nederbörd, och den torraste är augusti, med 1 mm nederbörd.